# Basilica San Paolo (estación)
Basilica San Paolo (en español: Basílica San Pablo) es una estación de la línea B del Metro de Roma y del tren suburbano Roma-Lido, siendo una de las tres estaciones en que se puede realizar combinación entre ambas líneas. Se encuentra en el distrito Ostiense, detrás de la Basílica y Abadía de San Pablo Extramuros, que le dan su nombre.
En su entorno, además, se encuentra la Universidad de Roma III.

## Historia
Creada en 1955, para llegar desde estación Garbatella, los trenes deben pasar a través de un túnel excavado en la llamada Rocca di San Paolo. Ésta fue excavada en la década de 1920, y se prefirió este trayecto para no intervenir el paisaje natural de la zona, ya que el plan original era bordeando la Rocca.